# تک گروه R1a

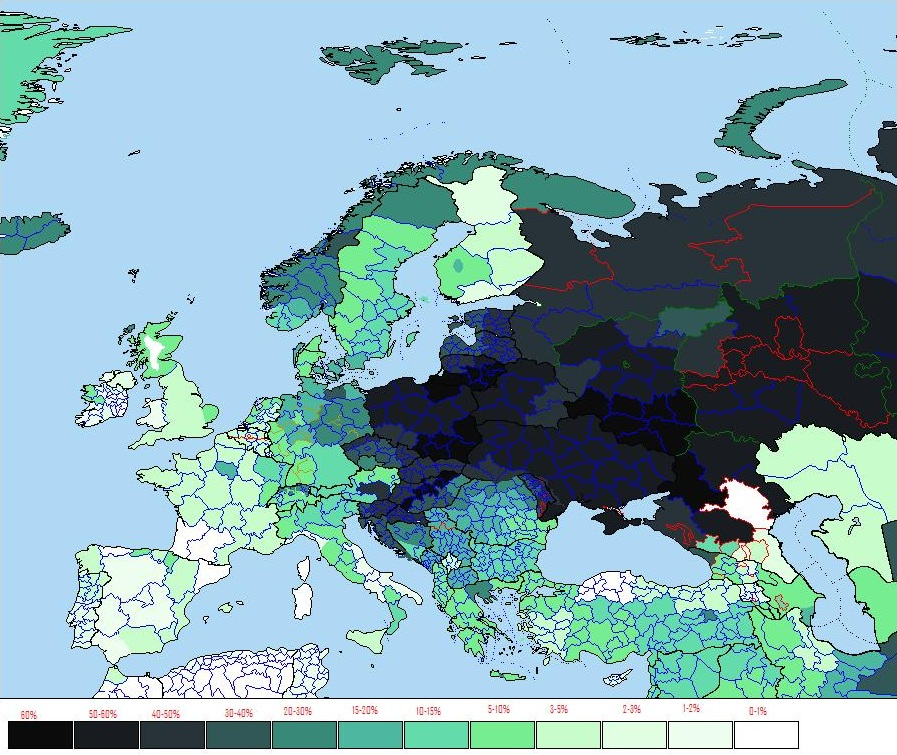
نقشه نشان دهنده فرکانس تک گروه R1a در اروپا

هاپلوگروپ یا تک گروه R1a یا تک گروه R-M420 یک هاپلوگروه DNA کروموزوم Y انسانی است که در منطقه بزرگی در اوراسیا ، از اسکاندیناوی و اروپای مرکزی تا آسیای مرکزی ، جنوب سیبری و جنوب آسیا پراکنده شده‌است.  
در حالی که R1a سرچشمه  22000  تا 25000  سال پیش دارد، زیرشاخه آن M417 (R1a1a1) c. 5800 سال پیش ایجاد شده  و محل پیدایش زیرشاخه نقش مهمی در بحث در مورد خاستگاه پروتو-هند و اروپایی‌ها دارد.
جهش SNP R-M420 پس از R-M17 (R1a1a) کشف شد که منجر به سازماندهی دوباره دودمان به ویژه ایجاد یک پاراگروه تازه(تعیین شده R-M420*) برای دودمان‌های نسبتاً نادری شد که در R-SRY10831 نیستند. .2 (R1a1) شاخه منتهی به R-M17.
گسترش هاپلوگروپ R1a با مهاجرت اقوام آریایی هندواروپایی زبان همراه بوده است،گستره پراکندگی هاپلوگروپ R1a از مناطقی از شمال هند تا لهستان و برخی نواحی ایران ادامه دارد. این هاپلوگروپ بیشتر در مناطق شرقی و جنوبی ایران رایج است و در بیشتر مناطق شمالی و شمال غرب چندان رایج نیست.
پس از مهاجرت آریایی ها به هند،آریایی ها جامعه هند را به چندین طبقه تقسیم کرده و خود را در طبقه بالا و اعیانی مانند برهمن ها،و بومیان هند را به نجس ها یا دالیتها،از منظر ژنتیکی،اکثریت مردان طبقه بالای هند (حدود ۳۵٪) به هاپلوگروپ R1a تعلق و طبقات پایین هند،فاقد هرگونه هاپلوگروپ R1a بودند.
مردم کنونی ایران ترکیبی از  هاپلوگروپ J2 بومی فلات ایران  (رایج در غرب) مثلاً در اسکلتهای استخراج شده در غار های هوتو و کمربند و هاپلوگروپ R1a هندواروپایی (عمدتا در شرق و جنوب) موجود در پارسیان و سکاها می باشند.
بر اساس پژوهش ها بر روی اسکلت های بجا مانده در گورهای سکاها در روسیه،بخش عمده مردان سکایی متعلق به هاپلوگروپ R1a بودند
پس از بررسی هاپلوگروپ و تبار پدری زرتشتیان،نتیجه شگفت آور این بود،مردانی که به خانواده های روحانیون زرتشتی تعلق داشتند،حدود 86% هاپلوگروپ R1a را نشان می دادند.
نمونه ای از توزیع  هاپلوگروپ R1a در ایران, افغانستان و اروپا به صورت زیر است
برهمن های هند(طبقه ای که براساس مکتوبات بازماندگان آریایی های مهاجر هستند):۳۵٪
زرتشتیان یزد :۱۷٪
لرها: ۵.۹٪
آذریها:۱۲٪
بلوچ ها: ۲۵٪
مازندرانی ها و گیلک ها:۹.۷٪
پارسی های هرمزگان:۲۱.۴٪
کردها:۲۰٪
پارسی های خراسان :۲۰.۳٪
پارسی های کرمان:۲۰.۸٪
روس‌ها:۵۵٪
تاجیک ها:۶۰٪
نورستانی ها:۶۰٪
پشتون ها:۶۰٪
هزاره ها:۶٪
ازبک ها:۱۷٪
لهستانی ها :۵۷٪
اکراینی ها:۴۵٪

## ریشه‌ها

### ریشه‌های R1a
تقسیم R1a (M420) به c . 22000  یا 25000  سال پیش زمان آخرین حداکثر یخبندان محاسبه می‌شود. یک پژوهش در سال ۲۰۱۴ توسط Peter A. Underhill و همکاران از ۱۶۲۴۴ فرد از بیش از ۱۲۶ جمعیت از سراسر اوراسیا، به این نتیجه رسید که "یک مورد قانع کننده برای خاورمیانه، احتمالا نزدیک به ایران کنونی، به عنوان منشاء جغرافیایی R1a وجود دارد. ".  رکورد DNA باستانی نخستین R1a را در درازای دوره میان سنگی در شکارچیان شرقی (از اروپای شرقی) نشان داده‌است،  و نخستین مورد R* را در میان اوراسیاهای شمالی پارینه سنگی باستانی فوقانی ،  از که شکارچیان-گردآورنده شرقی عمدتاً اصل و نسب خود را می‌گیرند.

## یادداشت
1. 1 2 3  Sharma et al. 2009.
2. 1 2 3 4 5  Underhill et al. 2014.
3. ↑  Underhill et al. 2009.
4. ↑  Underhill et al. 2014, p. 130.
5. ↑  «Haplogroup R1a as the Proto Indo-Europeans and the Legendary Aryans as Witnessed by the DNA of Their Current Descendants - Advances in Anthropology - SCIRP». www.scirp.org. دریافت‌شده در ۲۰۲۳-۰۷-۲۰.
6. ↑  «Y chromosome haplogroup distribution among iranian male population».
7. ↑  «Genetic studies on indian castes».
8. ↑  Allentoft, Morten E.; Sikora, Martin; Sjögren, Karl G.; Rasmussen, Simon; Rasmussen, Morten; Stenderup, Jesper; Damgaard, Peter B.; Schroeder, Hannes; Ahlström, Torbiörn (2015). "Population genomics of Bronze Age Eurasia" (به انگلیسی). {{cite journal}}: Cite journal requires |journal= (help)
9. ↑  Klyosov, Anatole A.; Rozhanskii, Igor L. (2012-02-29). "Haplogroup R1a as the Proto Indo-Europeans and the Legendary Aryans as Witnessed by the DNA of Their Current Descendants". Advances in Anthropology (به انگلیسی). 2 (1): 1–13. doi:10.4236/aa.2012.21001.
10. ↑  al، J2 Research Team: Rottensteiner et. «first ancient J2 from Iran (Mesolithic, Copper Age) and Levant (Bronze Age) – Lazaridis et al. first farmers – J2-M172». j2-m172.info (به انگلیسی). دریافت‌شده در ۲۰۲۳-۰۷-۲۲.
11. ↑  Quiles، Carlos؛ root (۲۰۱۹-۰۴-۰۲). «Scytho-Siberians of Aldy-Bel and Sagly, of haplogroup R1a-Z93, Q1b-L54, and N». Indo-European.eu (به انگلیسی). دریافت‌شده در ۲۰۲۳-۰۷-۲۲.
12. ↑  «Genetic studies on zoroastrian male ancestry in India and iran».
13. ↑  «Y chromosome haplogroup distribution in iranian Population».
14. ↑  Maciamo. "Eupedia". Eupedia (به انگلیسی). Retrieved 2023-07-20.
15. ↑  «Y chromosome haplogroup distribution in afghan male population».
16. ↑  Sharma, Swarkar; Rai, Ekta; Sharma, Prithviraj; Jena, Mamata; Singh, Shweta; Darvishi, Katayoon; Bhat, Audesh K.; Bhanwer, A. J. S.; Tiwari, Pramod Kumar (2009-01). "The Indian origin of paternal haplogroup R1a1* substantiates the autochthonous origin of Brahmins and the caste system". Journal of Human Genetics (به انگلیسی). 54 (1): 47–55. doi:10.1038/jhg.2008.2. ISSN 1435-232X. {{cite journal}}: Check date values in: |date= (help)
17. ↑  Saag, Lehti; Vasilyev, Sergey V.; Varul, Liivi; Kosorukova, Natalia V.; Gerasimov, Dmitri V.; Oshibkina, Svetlana V.; Griffith, Samuel J.; Solnik, Anu; Saag, Lauri (January 2021). "Genetic ancestry changes in Stone to Bronze Age transition in the East European plain". Science Advances (به انگلیسی). 7 (4): eabd6535. Bibcode:2021SciA....7.6535S. doi:10.1126/sciadv.abd6535. PMC 7817100. PMID 33523926.
18. ↑  Haak, Wolfgang; Lazaridis, Iosif; Patterson, Nick; Rohland, Nadin; Mallick, Swapan; Llamas, Bastien; Brandt, Guido; Nordenfelt, Susanne; Harney, Eadaoin (2015-02-10). "Massive migration from the steppe is a source for Indo-European languages in Europe". bioRxiv (به انگلیسی): 013433. doi:10.1101/013433.
19. ↑  Raghavan, Maanasa; Skoglund, Pontus; Graf, Kelly E.; Metspalu, Mait; Albrechtsen, Anders; Moltke, Ida; Rasmussen, Simon; Stafford Jr, Thomas W.; Orlando, Ludovic (January 2014). "Upper Palaeolithic Siberian genome reveals dual ancestry of Native Americans". Nature (به انگلیسی). 505 (7481): 87–91. Bibcode:2014Natur.505...87R. doi:10.1038/nature12736. PMC 4105016. PMID 24256729.
20. ↑  Narasimhan, Vagheesh M.; Patterson, Nick; Moorjani, Priya; Rohland, Nadin; Bernardos, Rebecca; Mallick, Swapan; Lazaridis, Iosif; Nakatsuka, Nathan; Olalde, Iñigo (2019-09-06). "The formation of human populations in South and Central Asia". Science (به انگلیسی). 365 (6457): eaat7487. doi:10.1126/science.aat7487. PMC 6822619. PMID 31488661. Y chromosome haplogroup types R1b or R1a not represented in Iran and Turan in this period ...